# SmartLocator
Programska oprema SmartLocator  se uporablja za iskanje in reševanje. Operaterjem v klicnih centrih 112 (številka za klic v sili) in reševalcem na terenu omogoča, da hitro pridobijo natančno lokacijo klicatelja , ki potrebuje pomoč.
Spletno rešitev je pred leti razvilo podjetje XLAB d.o.o, z razvojem pa od leta 2020 nadaljuje podjetje SmartLocator, d.o.o.

## Opis
SmartLocator deluje v kateremkoli novejšem spletnem brskalniku. Osnova je zemljevid OpenStreetMap, na katerem se na zahtevo prikaže natančna lokacija klicatelja, ki potrebuje pomoč.
Viri, iz katerih operaterji in reševalci pridobijo lokacijo:
- Kratko sporočilo SMS, ki vsebuje spletno povezavo in jo mora klicatelj odpreti, če želi posredovati svojo lokacijo [3]
- Mobilni klic AML [4] (Advanced Mobile Location)
- Sistem eCall [5], ki posreduje tudi koordinate prometne nesreče
- Lokacijska rešitev what3words, ki koordinate zamenja s tremi besedami

V primeru lociranja preko kratkega sporočila SMS, ima klicatelj možnost, da operaterjem in reševalcem v rešitev SmartLocator posreduje dodatne informacije:
- Slike okolice
- Video posnetki okolice
- Prenos video slike v živo

Na ta način operaterji in reševalci bolje ocenijo situacijo klicatelja in posredujejo ustrezno pomoč.

## Uporabniki
SmartLocator uporabljajo ekipe iz Slovenije , Nemčije , Švice  in Finske :
- Nujna medicinska pomoč
- Policija
- Gasilci
- Gorski reševalci [13][14]

## Nagrade
- 2015: Nagrada EuroCloud Slovenija za najbolj inovativno storitev računalništva v oblaku [15]
- 2014: Zlata nagrada za najboljšo inovacijo, ki jo podeljuje Gospodarska zbornica Slovenije (GZS) [16]
- 2014: Nagrada European Emergency Number Association (EENA) za najbolj inovativno storitev na področju klica v sili [17][18][19]